# Speckhautgerinnsel
Ein Speckhautgerinnsel (Leichengerinnsel, lat. Cruor phlogisticus) ist ein gelblich-weißes, glattes und glasiges, überwiegend aus weißen Blutkörperchen und Blutplättchen bestehendes Produkt der nach dem Tod einsetzenden langsamen Blutgerinnung, das im Gegensatz zum Cruor sanguinis kaum oder keine roten Blutkörperchen enthält.
Da die Bildung des Gerinnsels erst nach dem Todeseintritt erfolgt, ist die Veränderung nur in der postmortalen Diagnostik im Rahmen der Obduktion von Bedeutung. Hier müssen die Speckhautgerinnsel von zu Lebzeiten entstandenen Gerinnseln unterschieden werden. Speckhautgerinnsel haften der Gefäßwand nicht an und sind meist elastischer als die häufig eher bröckeligen intravital gebildeten Thromben.